# Liste des sénateurs des États-Unis pour la Caroline du Nord
Cet article dresse la liste des membres du Sénat des États-Unis élus de l'État de Caroline du Nord depuis son admission dans l'Union le 21 novembre 1789.

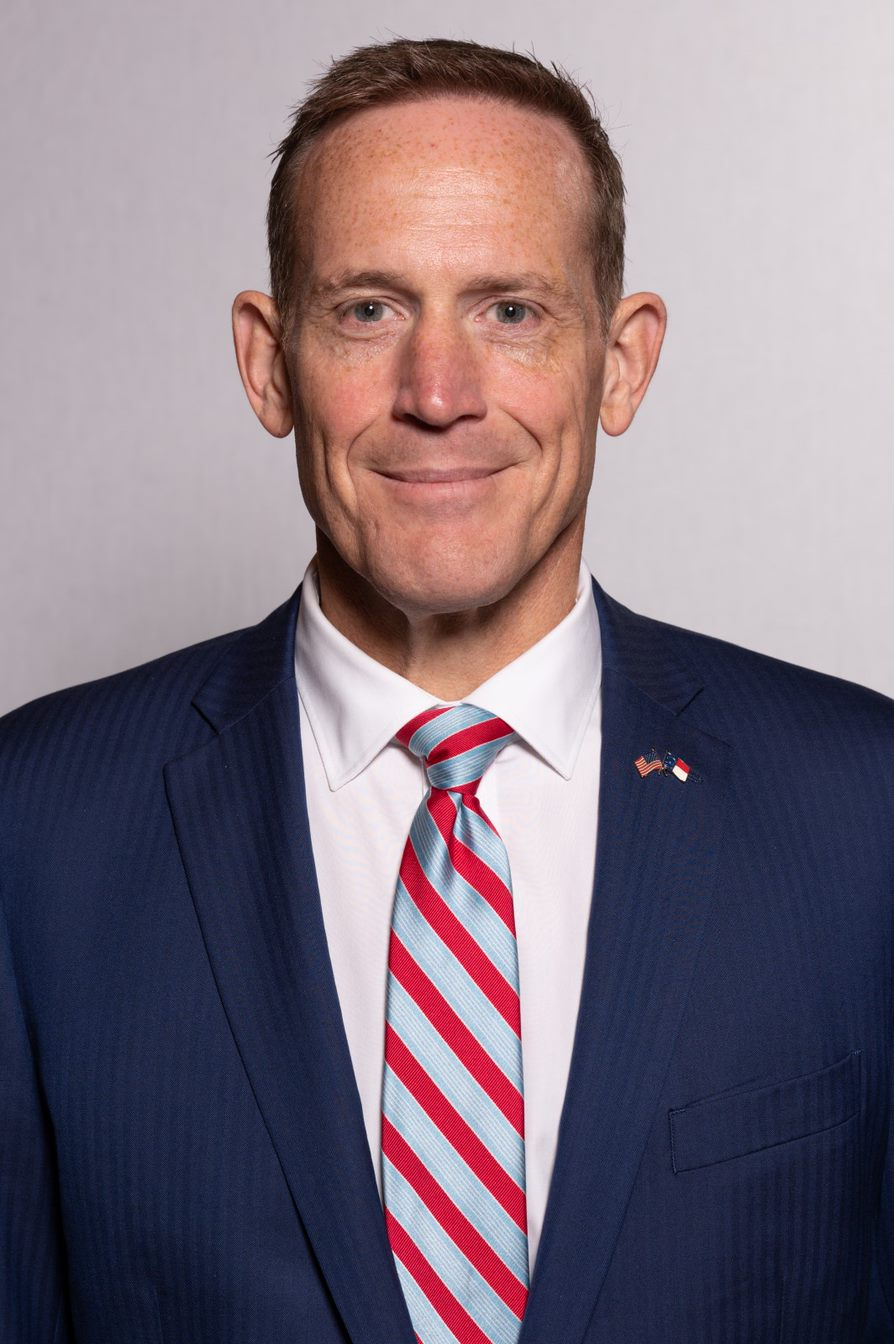
Ted Budd (R), sénateur depuis 2023.
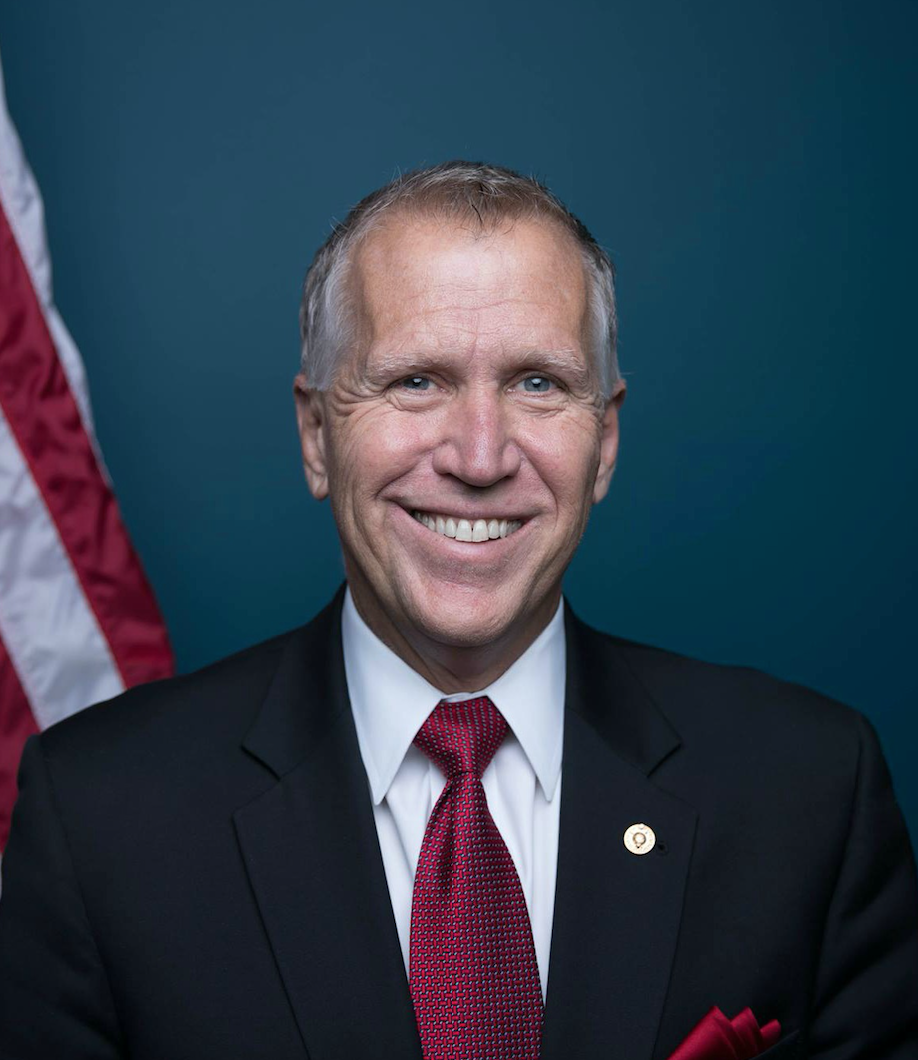
Thom Tillis (R), sénateur depuis 2015.

## Élections
Les deux sénateurs sont élus au suffrage universel direct pour un mandat de six ans. Les prochaines élections auront lieu en novembre 2026 pour le siège de la classe II et en novembre 2028 pour le siège de la classe III.

## Liste des sénateurs
| Sénateur de classe II | Sénateur de classe II                              | Sénateur de classe II | Congrès                                         | Sénateur de classe III | Sénateur de classe III                          | Sénateur de classe III |
| --- | -------------------------------------------------- | --------------------- | ----------------------------------------------- | ---------------------- | ----------------------------------------------- | ---------------------- |
| | Samuel Johnston (pro-administration)               |                       | 1er (1789-1791)                                 |                        | Benjamin Hawkins (pro puis anti-administration) |                        |
| 2e (1791-1793) | Samuel Johnston (pro-administration)               |                       |                                                 |                        | Benjamin Hawkins (pro puis anti-administration) |                        |
| | Alexander Martin (républicain-démocrate)           |                       | 3e (1793-1795)                                  |                        | Benjamin Hawkins (pro puis anti-administration) |                        |
| 4e (1795-1797) | Alexander Martin (républicain-démocrate)           |                       | Timothy Bloodworth (en) (républicain-démocrate) |                        |                                                 |                        |
| 5e (1797-1799) | Alexander Martin (républicain-démocrate)           |                       | Timothy Bloodworth (en) (républicain-démocrate) |                        |                                                 |                        |
| | Jesse Franklin (en) (républicain-démocrate)        |                       | Timothy Bloodworth (en) (républicain-démocrate) | 6e (1799-1801)         |                                                 |                        |
| 7e (1801-1803) | Jesse Franklin (en) (républicain-démocrate)        |                       | David Stone (en) (républicain-démocrate)        |                        |                                                 |                        |
| 8e (1803-1805) | Jesse Franklin (en) (républicain-démocrate)        |                       | David Stone (en) (républicain-démocrate)        |                        |                                                 |                        |
| | James Turner (en) (républicain-démocrate)          |                       | David Stone (en) (républicain-démocrate)        | 9e (1805-1807)         |                                                 |                        |
| 10e (1807-1809) | James Turner (en) (républicain-démocrate)          |                       | Jesse Franklin (en) (républicain-démocrate)     |                        |                                                 |                        |
| 11e (1809-1811) | James Turner (en) (républicain-démocrate)          |                       | Jesse Franklin (en) (républicain-démocrate)     |                        |                                                 |                        |
| 12e (1811-1813) | James Turner (en) (républicain-démocrate)          |                       | Jesse Franklin (en) (républicain-démocrate)     |                        |                                                 |                        |
| 13e (1813-1814) | James Turner (en) (républicain-démocrate)          |                       | David Stone (en) (républicain-démocrate)        |                        |                                                 |                        |
| 13e (1814-1815) | James Turner (en) (républicain-démocrate)          |                       | Francis Locke, Jr. (en) (républicain-démocrate) |                        |                                                 |                        |
| 14e (1815) | James Turner (en) (républicain-démocrate)          |                       | Francis Locke, Jr. (en) (républicain-démocrate) |                        |                                                 |                        |
| 14e (1815-1816) | James Turner (en) (républicain-démocrate)          |                       | Nathaniel Macon (républicain-démocrate)         |                        |                                                 |                        |
| | Montfort Stokes (en) (républicain-démocrate)       |                       | Nathaniel Macon (républicain-démocrate)         | 14e (1816-1817)        |                                                 |                        |
| 15e (1817-1819) | Montfort Stokes (en) (républicain-démocrate)       |                       | Nathaniel Macon (républicain-démocrate)         |                        |                                                 |                        |
| 16e (1819-1821) | Montfort Stokes (en) (républicain-démocrate)       |                       | Nathaniel Macon (républicain-démocrate)         |                        |                                                 |                        |
| 17e (1821-1823) | Montfort Stokes (en) (républicain-démocrate)       |                       | Nathaniel Macon (républicain-démocrate)         |                        |                                                 |                        |
| | John Branch (républicain-démocrate puis démocrate) |                       | Nathaniel Macon (républicain-démocrate)         | 18e (1823-1825)        |                                                 |                        |
| | John Branch (républicain-démocrate puis démocrate) | 19e (1825-1827)       | Nathaniel Macon (républicain-démocrate)         |                        |                                                 |                        |
| 20e (1827-1828) | John Branch (républicain-démocrate puis démocrate) |                       | Nathaniel Macon (républicain-démocrate)         |                        |                                                 |                        |
| 20e (1828-1829) | John Branch (républicain-démocrate puis démocrate) |                       | James Iredell, Jr. (en) (démocrate)             |                        |                                                 |                        |
| 21e (1829) | John Branch (républicain-démocrate puis démocrate) |                       | James Iredell, Jr. (en) (démocrate)             |                        |                                                 |                        |
| | Bedford Brown (en) (démocrate)                     |                       | James Iredell, Jr. (en) (démocrate)             | 21e (1829-1831)        |                                                 |                        |
| 22e (1831-1833) | Bedford Brown (en) (démocrate)                     |                       | Willie P. Mangum (démocrate puis whig)          |                        |                                                 |                        |
| 23e (1833-1835) | Bedford Brown (en) (démocrate)                     |                       | Willie P. Mangum (démocrate puis whig)          |                        |                                                 |                        |
| 24e (1835-1836) | Bedford Brown (en) (démocrate)                     |                       | Willie P. Mangum (démocrate puis whig)          |                        |                                                 |                        |
| 24e (1836-1837) | Bedford Brown (en) (démocrate)                     |                       | Robert Strange (démocrate)                      |                        |                                                 |                        |
| 25e (1837-1839) | Bedford Brown (en) (démocrate)                     |                       | Robert Strange (démocrate)                      |                        |                                                 |                        |
| 26e (1839-1840) | Bedford Brown (en) (démocrate)                     |                       | Robert Strange (démocrate)                      |                        |                                                 |                        |
| | Willie P. Mangum (whig)                            |                       | 26e (1840-1841)                                 |                        | William A. Graham (whig)                        |                        |
| 27e (1841-1843) | Willie P. Mangum (whig)                            |                       |                                                 |                        | William A. Graham (whig)                        |                        |
| 28e (1843-1845) | Willie P. Mangum (whig)                            |                       | William H. Haywood, Jr. (en) (démocrate)        |                        |                                                 |                        |
| 29e (1845-1846) | Willie P. Mangum (whig)                            |                       | William H. Haywood, Jr. (en) (démocrate)        |                        |                                                 |                        |
| 29e (1846-1847) | Willie P. Mangum (whig)                            |                       | George Badger (en) (whig)                       |                        |                                                 |                        |
| 30e (1847-1849) | Willie P. Mangum (whig)                            |                       | George Badger (en) (whig)                       |                        |                                                 |                        |
| 31e (1849-1851) | Willie P. Mangum (whig)                            |                       | George Badger (en) (whig)                       |                        |                                                 |                        |
| 32e (1851-1853) | Willie P. Mangum (whig)                            |                       | George Badger (en) (whig)                       |                        |                                                 |                        |
| | David S. Reid (en) (démocrate)                     |                       | George Badger (en) (whig)                       | 33e (1853-1855)        |                                                 |                        |
| 34e (1855-1857) | David S. Reid (en) (démocrate)                     |                       | Asa Biggs (en) (démocrate)                      |                        |                                                 |                        |
| 35e (1857-1858) | David S. Reid (en) (démocrate)                     |                       | Asa Biggs (en) (démocrate)                      |                        |                                                 |                        |
| 35e (1858-1859) | David S. Reid (en) (démocrate)                     |                       | Thomas L. Clingman (en) (démocrate)             |                        |                                                 |                        |
| | Thomas Bragg (démocrate)                           |                       | Thomas L. Clingman (en) (démocrate)             | 36e (1859-1861)        |                                                 |                        |
| 37e (1861-1863) | Thomas Bragg (démocrate)                           |                       | Thomas L. Clingman (en) (démocrate)             |                        |                                                 |                        |
| Durant la guerre de Sécession, la Caroline du Nord rejoint les États confédérés d'Amérique. Elle ne dispose donc plus de sénateurs au Congrès des États-Unis de juillet 1861 à juillet 1868. |                                                    |                       |                                                 |                        |                                                 |                        |
| | Joseph C. Abbott (républicain)                     |                       | 40e (1867-1869)                                 |                        | John Pool (en) (républicain)                    |                        |
| 41e (1869-1871) | Joseph C. Abbott (républicain)                     |                       |                                                 |                        | John Pool (en) (républicain)                    |                        |
| | Matt W. Ransom (démocrate)                         |                       | 42e (1871-1873)                                 |                        | John Pool (en) (républicain)                    |                        |
| 43e (1873-1875) | Matt W. Ransom (démocrate)                         |                       | Augustus Merrimon (en) (démocrate)              |                        |                                                 |                        |
| 44e (1875-1877) | Matt W. Ransom (démocrate)                         |                       | Augustus Merrimon (en) (démocrate)              |                        |                                                 |                        |
| 45e (1877-1879) | Matt W. Ransom (démocrate)                         |                       | Augustus Merrimon (en) (démocrate)              |                        |                                                 |                        |
| 46e (1879-1881) | Matt W. Ransom (démocrate)                         |                       | Zebulon Baird Vance (démocrate)                 |                        |                                                 |                        |
| 47e (1881-1883) | Matt W. Ransom (démocrate)                         |                       | Zebulon Baird Vance (démocrate)                 |                        |                                                 |                        |
| 48e (1883-1885) | Matt W. Ransom (démocrate)                         |                       | Zebulon Baird Vance (démocrate)                 |                        |                                                 |                        |
| 49e (1885-1887) | Matt W. Ransom (démocrate)                         |                       | Zebulon Baird Vance (démocrate)                 |                        |                                                 |                        |
| 50e (1887-1889) | Matt W. Ransom (démocrate)                         |                       | Zebulon Baird Vance (démocrate)                 |                        |                                                 |                        |
| 51e (1889-1891) | Matt W. Ransom (démocrate)                         |                       | Zebulon Baird Vance (démocrate)                 |                        |                                                 |                        |
| 52e (1891-1893) | Matt W. Ransom (démocrate)                         |                       | Zebulon Baird Vance (démocrate)                 |                        |                                                 |                        |
| 53e (1893-1894) | Matt W. Ransom (démocrate)                         |                       | Zebulon Baird Vance (démocrate)                 |                        |                                                 |                        |
| 53e (1894-1895) | Matt W. Ransom (démocrate)                         |                       | Thomas J. Jarvis (en) (démocrate)               |                        |                                                 |                        |
| 53e (1895) | Matt W. Ransom (démocrate)                         |                       | Jeter Pritchard (en) (républicain)              |                        |                                                 |                        |
| | Marion Butler (en) (populiste)                     |                       | Jeter Pritchard (en) (républicain)              | 54e (1895-1897)        |                                                 |                        |
| 55e (1897-1899) | Marion Butler (en) (populiste)                     |                       | Jeter Pritchard (en) (républicain)              |                        |                                                 |                        |
| 56e (1899-1901) | Marion Butler (en) (populiste)                     |                       | Jeter Pritchard (en) (républicain)              |                        |                                                 |                        |
| | Furnifold M. Simmons (en) (démocrate)              |                       | Jeter Pritchard (en) (républicain)              | 57e (1901-1903)        |                                                 |                        |
| 58e (1903-1905) | Furnifold M. Simmons (en) (démocrate)              |                       | Lee S. Overman (démocrate)                      |                        |                                                 |                        |
| 59e (1905-1907) | Furnifold M. Simmons (en) (démocrate)              |                       | Lee S. Overman (démocrate)                      |                        |                                                 |                        |
| 60e (1907-1909) | Furnifold M. Simmons (en) (démocrate)              |                       | Lee S. Overman (démocrate)                      |                        |                                                 |                        |
| 61e (1909-1911) | Furnifold M. Simmons (en) (démocrate)              |                       | Lee S. Overman (démocrate)                      |                        |                                                 |                        |
| 62e (1911-1913) | Furnifold M. Simmons (en) (démocrate)              |                       | Lee S. Overman (démocrate)                      |                        |                                                 |                        |
| 63e (1913-1915) | Furnifold M. Simmons (en) (démocrate)              |                       | Lee S. Overman (démocrate)                      |                        |                                                 |                        |
| 64e (1915-1917) | Furnifold M. Simmons (en) (démocrate)              |                       | Lee S. Overman (démocrate)                      |                        |                                                 |                        |
| 65e (1917-1919) | Furnifold M. Simmons (en) (démocrate)              |                       | Lee S. Overman (démocrate)                      |                        |                                                 |                        |
| 66e (1919-1921) | Furnifold M. Simmons (en) (démocrate)              |                       | Lee S. Overman (démocrate)                      |                        |                                                 |                        |
| 67e (1921-1923) | Furnifold M. Simmons (en) (démocrate)              |                       | Lee S. Overman (démocrate)                      |                        |                                                 |                        |
| 68e (1923-1925) | Furnifold M. Simmons (en) (démocrate)              |                       | Lee S. Overman (démocrate)                      |                        |                                                 |                        |
| 69e (1925-1927) | Furnifold M. Simmons (en) (démocrate)              |                       | Lee S. Overman (démocrate)                      |                        |                                                 |                        |
| 70e (1927-1929) | Furnifold M. Simmons (en) (démocrate)              |                       | Lee S. Overman (démocrate)                      |                        |                                                 |                        |
| 71e (1929-1930) | Furnifold M. Simmons (en) (démocrate)              |                       | Lee S. Overman (démocrate)                      |                        |                                                 |                        |
| 71e (1930-1931) | Furnifold M. Simmons (en) (démocrate)              |                       | Cameron A. Morrison (en) (démocrate)            |                        |                                                 |                        |
| | Josiah Bailey (en) (démocrate)                     |                       | Cameron A. Morrison (en) (démocrate)            | 72e (1931-1932)        |                                                 |                        |
| 72e (1932-1933) | Josiah Bailey (en) (démocrate)                     |                       | Robert R. Reynolds (en) (démocrate)             |                        |                                                 |                        |
| 73e (1933-1935) | Josiah Bailey (en) (démocrate)                     |                       | Robert R. Reynolds (en) (démocrate)             |                        |                                                 |                        |
| 74e (1935-1937) | Josiah Bailey (en) (démocrate)                     |                       | Robert R. Reynolds (en) (démocrate)             |                        |                                                 |                        |
| 75e (1937-1939) | Josiah Bailey (en) (démocrate)                     |                       | Robert R. Reynolds (en) (démocrate)             |                        |                                                 |                        |
| 76e (1939-1941) | Josiah Bailey (en) (démocrate)                     |                       | Robert R. Reynolds (en) (démocrate)             |                        |                                                 |                        |
| 77e (1941-1943) | Josiah Bailey (en) (démocrate)                     |                       | Robert R. Reynolds (en) (démocrate)             |                        |                                                 |                        |
| 78e (1943-1945) | Josiah Bailey (en) (démocrate)                     |                       | Robert R. Reynolds (en) (démocrate)             |                        |                                                 |                        |
| 79e (1945-1946) | Josiah Bailey (en) (démocrate)                     |                       | Clyde R. Hoey (en) (démocrate)                  |                        |                                                 |                        |
| | William B. Umstead (en) (démocrate)                |                       | Clyde R. Hoey (en) (démocrate)                  | 79e (1946-1947)        |                                                 |                        |
| 80e (1947-1948) | William B. Umstead (en) (démocrate)                |                       | Clyde R. Hoey (en) (démocrate)                  |                        |                                                 |                        |
| | J. Melville Broughton (en) (démocrate)             |                       | Clyde R. Hoey (en) (démocrate)                  | 80e (1948-1949)        |                                                 |                        |
| 81e (1949) | J. Melville Broughton (en) (démocrate)             |                       | Clyde R. Hoey (en) (démocrate)                  |                        |                                                 |                        |
| | Frank P. Graham (en) (démocrate)                   |                       | Clyde R. Hoey (en) (démocrate)                  | 81e (1949-1950)        |                                                 |                        |
| | Willis Smith (en) (démocrate)                      |                       | Clyde R. Hoey (en) (démocrate)                  | 81e (1950-1951)        |                                                 |                        |
| 82e (1951-1953) | Willis Smith (en) (démocrate)                      |                       | Clyde R. Hoey (en) (démocrate)                  |                        |                                                 |                        |
| 83e (1953) | Willis Smith (en) (démocrate)                      |                       | Clyde R. Hoey (en) (démocrate)                  |                        |                                                 |                        |
| | Alton A. Lennon (en) (démocrate)                   |                       | Clyde R. Hoey (en) (démocrate)                  | 83e (1953-1954)        |                                                 |                        |
| | W. Kerr Scott (en) (démocrate)                     |                       | 83e (1954-1955)                                 |                        | Sam Ervin (démocrate)                           |                        |
| 84e (1955-1957) | W. Kerr Scott (en) (démocrate)                     |                       |                                                 |                        | Sam Ervin (démocrate)                           |                        |
| 85e (1957-1958) | W. Kerr Scott (en) (démocrate)                     |                       |                                                 |                        | Sam Ervin (démocrate)                           |                        |
| | B. Everett Jordan (en) (démocrate)                 |                       | 85e (1958-1959)                                 |                        | Sam Ervin (démocrate)                           |                        |
| 86e (1959-1961) | B. Everett Jordan (en) (démocrate)                 |                       |                                                 |                        | Sam Ervin (démocrate)                           |                        |
| 87e (1961-1963) | B. Everett Jordan (en) (démocrate)                 |                       |                                                 |                        | Sam Ervin (démocrate)                           |                        |
| 88e (1963-1965) | B. Everett Jordan (en) (démocrate)                 |                       |                                                 |                        | Sam Ervin (démocrate)                           |                        |
| 89e (1965-1967) | B. Everett Jordan (en) (démocrate)                 |                       |                                                 |                        | Sam Ervin (démocrate)                           |                        |
| 90e (1967-1969) | B. Everett Jordan (en) (démocrate)                 |                       |                                                 |                        | Sam Ervin (démocrate)                           |                        |
| 91e (1969-1971) | B. Everett Jordan (en) (démocrate)                 |                       |                                                 |                        | Sam Ervin (démocrate)                           |                        |
| 92e (1971-1973) | B. Everett Jordan (en) (démocrate)                 |                       |                                                 |                        | Sam Ervin (démocrate)                           |                        |
| | Jesse Helms (républicain)                          |                       | 93e (1973-1975)                                 |                        | Sam Ervin (démocrate)                           |                        |
| 94e (1975-1977) | Jesse Helms (républicain)                          |                       | Robert B. Morgan (en) (démocrate)               |                        |                                                 |                        |
| 95e (1977-1979) | Jesse Helms (républicain)                          |                       | Robert B. Morgan (en) (démocrate)               |                        |                                                 |                        |
| 96e (1979-1981) | Jesse Helms (républicain)                          |                       | Robert B. Morgan (en) (démocrate)               |                        |                                                 |                        |
| 97e (1981-1983) | Jesse Helms (républicain)                          |                       | John P. East (en) (républicain)                 |                        |                                                 |                        |
| 98e (1983-1985) | Jesse Helms (républicain)                          |                       | John P. East (en) (républicain)                 |                        |                                                 |                        |
| 99e (1985-1986) | Jesse Helms (républicain)                          |                       | John P. East (en) (républicain)                 |                        |                                                 |                        |
| 99e (1986) | Jesse Helms (républicain)                          |                       | James T. Broyhill (en) (républicain)            |                        |                                                 |                        |
| 99e (1986-1987) | Jesse Helms (républicain)                          |                       | Terry Sanford (démocrate)                       |                        |                                                 |                        |
| 100e (1987-1989) | Jesse Helms (républicain)                          |                       | Terry Sanford (démocrate)                       |                        |                                                 |                        |
| 101e (1989-1991) | Jesse Helms (républicain)                          |                       | Terry Sanford (démocrate)                       |                        |                                                 |                        |
| 102e (1991-1993) | Jesse Helms (républicain)                          |                       | Terry Sanford (démocrate)                       |                        |                                                 |                        |
| 103e (1993-1995) | Jesse Helms (républicain)                          |                       | Lauch Faircloth (en) (républicain)              |                        |                                                 |                        |
| 104e (1995-1997) | Jesse Helms (républicain)                          |                       | Lauch Faircloth (en) (républicain)              |                        |                                                 |                        |
| 105e (1997-1999) | Jesse Helms (républicain)                          |                       | Lauch Faircloth (en) (républicain)              |                        |                                                 |                        |
| 106e (1999-2001) | Jesse Helms (républicain)                          |                       | John Edwards (démocrate)                        |                        |                                                 |                        |
| 107e (2001-2003) | Jesse Helms (républicain)                          |                       | John Edwards (démocrate)                        |                        |                                                 |                        |
| | Elizabeth Dole (républicain)                       |                       | John Edwards (démocrate)                        | 108e (2003-2005)       |                                                 |                        |
| 109e (2005-2007) | Elizabeth Dole (républicain)                       |                       | Richard Burr (républicain)                      |                        |                                                 |                        |
| 110e (2007-2009) | Elizabeth Dole (républicain)                       |                       | Richard Burr (républicain)                      |                        |                                                 |                        |
| | Kay Hagan (démocrate)                              |                       | Richard Burr (républicain)                      | 111e (2009-2011)       |                                                 |                        |
| 112e (2011-2013) | Kay Hagan (démocrate)                              |                       | Richard Burr (républicain)                      |                        |                                                 |                        |
| 113e (2013-2015) | Kay Hagan (démocrate)                              |                       | Richard Burr (républicain)                      |                        |                                                 |                        |
| | Thom Tillis (républicain)                          |                       | Richard Burr (républicain)                      | 114e (2015-2017)       |                                                 |                        |
| 115e (2017-2019) | Thom Tillis (républicain)                          |                       | Richard Burr (républicain)                      |                        |                                                 |                        |
| 116e (2019-2021) | Thom Tillis (républicain)                          |                       | Richard Burr (républicain)                      |                        |                                                 |                        |
| 117e (2021-2023) | Thom Tillis (républicain)                          |                       | Richard Burr (républicain)                      |                        |                                                 |                        |
| 118e (2023-2025) | Thom Tillis (républicain)                          |                       | Ted Budd (républicain)                          |                        |                                                 |                        |
| 119e (2025-2027) | Thom Tillis (républicain)                          |                       | Ted Budd (républicain)                          |                        |                                                 |                        |